# Teorema di approssimazione di Weierstrass
In analisi matematica, il teorema di approssimazione di Weierstrass è un risultato che afferma che ogni funzione reale continua definita in un intervallo chiuso e limitato può essere approssimata a piacere con un polinomio di grado opportuno.
Questo è stato dimostrato da Karl Weierstraß nel 1885. Il teorema ha importanti risvolti sia teorici che pratici. Marshall Stone lo ha generalizzato nel 1937, allargando il dominio ad un certo tipo di spazio topologico e non limitandosi ai polinomi come funzioni approssimanti. Il risultato generale è noto come teorema di Stone-Weierstrass.

## Enunciato
Data una funzione continua
{\displaystyle f\colon [a,b]\longrightarrow \mathbb {R} }
definita sull'intervallo {\displaystyle [a,b]}, esiste una successione di polinomi
{\displaystyle \left\{p_{k}\right\}_{k\geq 1}}
tale che
{\displaystyle \lim _{k\to +\infty }p_{k}(x)=f(x).}
Il limite è da intendersi non solo puntualmente ma anche rispetto alla convergenza uniforme sul compatto {\displaystyle K=[a,b]}, ossia con
{\displaystyle \lim _{k\to +\infty }\sup _{x\in K}|f(x)-p_{k}(x)|=0.}
Una conseguenza immediata di questo teorema è che i polinomi sono densi nello spazio delle funzioni continue {\displaystyle C(K)}, che quindi risulta essere uno spazio separabile.

## Dimostrazione

### Osservazioni preliminari
Con la trasformazione biiettiva
{\displaystyle {\begin{aligned}x&\mapsto {\frac {x-a}{b-a}}\\f(x)&\mapsto f(x)-f(a)-{\frac {x-a}{b-a}}(f(b)-f(a)),\end{aligned}}}
il teorema può essere dimostrato, senza perdita di generalità, anche solo per funzioni che verificano la condizione
{\displaystyle [a,b]=[0,1],\quad f(0)=f(1)=0.}
Estendendo {\displaystyle f(x)} su {\displaystyle \mathbb {R} } ponendola uguale a zero al di fuori di {\displaystyle [0,1]} si ottiene una funzione uniformemente continua su tutto {\displaystyle \mathbb {R} } (la funzione di partenza è uniformemente continua su {\displaystyle [0,1]} per il teorema di Heine-Cantor).

### Definizione e proprietà dei polinomi
Per ogni {\displaystyle k} numero naturale, i polinomi
{\displaystyle q_{k}\colon \mathbb {R} \rightarrow \mathbb {R} ,\qquad q_{k}(x)={\begin{cases}(k+1)(1-x)^{k}&x\in [0,1]\\0&x\in \mathbb {R} \setminus [0,1]\end{cases}}}
sono non negativi e monotoni decrescenti in {\displaystyle [0,1].} La funzione integrale
{\displaystyle I_{k}(z)=\int _{0}^{z}q_{k}(x)dx}
è monotona crescente in {\displaystyle [0,1].} Vale la proprietà di normalizzazione:
{\displaystyle \forall k:\int _{\mathbb {R} }q_{k}(x)dx=\int _{0}^{1}q_{k}(x)dx=1.}
I polinomi che approssimano {\displaystyle f(x)} sono le funzioni
{\displaystyle p_{k}(x)=\int _{\mathbb {R} }f(x+t)q_{k}(t)dt=\int _{0}^{1}f(x+t)q_{k}(t)dt.}
Si può dimostrare che si tratta effettivamente di polinomi operando il cambio di variabile {\displaystyle s=t+x} all'interno del primo integrale ed utilizzando il teorema binomiale nell'intervallo {\displaystyle [0,1]} per calcolare i coefficienti. 

### Parte principale
Considerando la proprietà di normalizzazione e la disuguaglianza integrale abbiamo che, per ogni {\displaystyle x}:
{\displaystyle |p_{k}(x)-f(x)|=\left|\int _{0}^{1}f(x+t)q_{k}(t)dt-f(x)\cdot 1\right|=\left|\int _{0}^{1}f(x+t)q_{k}(t)dt-f(x)\int _{0}^{1}q_{k}(t)dt\right|\leq }
{\displaystyle \leq \int _{0}^{1}|f(x+t)-f(x)|q_{k}(t)dt=\diamondsuit }
Dalla definizione di continuità uniforme di {\displaystyle f(x),} fissato {\displaystyle \varepsilon /2>0,}
{\displaystyle \exists \ \delta \in (0,1):|t|<\delta \Rightarrow |f(x+t)-f(x)|<{\frac {\varepsilon }{2}}.}
In base al teorema di Weierstrass esiste il massimo
{\displaystyle M=\max \left\{\left|f(x)\right|:x\in [0,1]\right\}.}
Fatte queste considerazioni e tenendo presente la disuguaglianza triangolare, la {\displaystyle \diamondsuit } diventa:
{\displaystyle \diamondsuit =\int _{0}^{\delta }|f(x+t)-f(x)|q_{k}(t)dt+\int _{\delta }^{1}|f(x+t)-f(x)|q_{k}(t)dt\leq }
{\displaystyle \leq {\frac {\varepsilon }{2}}\int _{0}^{\delta }q_{k}(t)dt+\int _{\delta }^{1}[|f(x+t)|+|f(x)|]q_{k}(t)dt\leq {\frac {\varepsilon }{2}}+2M\int _{\delta }^{1}q_{k}(t)dt\leq }
{\displaystyle \leq {\frac {\varepsilon }{2}}+2M(k+1)\int _{\delta }^{1}(1-t)^{k}dt={\frac {\varepsilon }{2}}+2M(1-\delta )^{k+1}.}
Dato che {\displaystyle 0<\delta <1,} il secondo termine nel secondo membro dell'ultima equazione tende a zero per {\displaystyle k} che tende a infinito, perciò è minore di {\displaystyle \varepsilon /2} per {\displaystyle k} sufficientemente grande. In definitiva:
{\displaystyle \forall \varepsilon >0\ \exists k:|p_{k}(x)-f(x)|<\varepsilon ,}
cioè
{\displaystyle \lim _{k\to +\infty }p_{k}(x)=f(x).}

## Caso complesso
Il teorema si può estendere a funzioni a valori complessi
{\displaystyle f\colon [a,b]\rightarrow \mathbb {C} }
continue. La dimostrazione è analoga al caso reale, tenendo presente, però, che gli integrali non sono quelli ordinari ma sui cammini e che al posto del valore assoluto nelle formule abbiamo la funzione modulo.

## Enunciato del teorema tramite i concetti degli spazi normati
Usando la terminologia degli spazi normati, il teorema afferma che, con la norma uniforme
{\displaystyle \|f\|_{\infty }=\max \left\{\,\left|f(x)\right|:x\in [a,b]\right\},}
lo spazio funzionale {\displaystyle {\mathcal {P}}([a,b])} dei polinomi sull'intervallo {\displaystyle [a,b]} è denso nello spazio {\displaystyle {\mathcal {C}}^{0}([a,b])} delle funzioni continue su tale intervallo.
Nella dimostrazione proposta abbiamo che la disuguaglianza
{\displaystyle |p_{k}(x)-f(x)|<\varepsilon }
vale per qualsiasi {\displaystyle x,} quindi in particolare vale per
{\displaystyle \max \left\{\,\left|p_{k}(x)-f(x)\right|:x\in [0,1]\right\}=\|p_{k}-f\|_{\infty }.}
Perciò
{\displaystyle \lim _{k\to \infty }\|p_{k}-f\|_{\infty }=0.}

## Conseguenze

### Risvolti teorici
Una prima conseguenza è che lo spazio {\displaystyle {\mathcal {C}}^{0}([a,b])} è separabile perché {\displaystyle {\mathcal {P}}([a,b])} stesso è separabile, dato che contiene l'insieme denso e numerabile dei polinomi a coefficienti razionali
{\displaystyle M=\left\{\sum _{i=0}^{n}q_{i}x^{i}:q_{i}\in \mathbb {Q} ,n\in \mathbb {N} \right\}.}
Un'altra conseguenza è che è separabile qualsiasi insieme {\displaystyle X} in cui {\displaystyle {\mathcal {C}}^{0}([a,b])} è denso. Tra i tanti esempi di insiemi che verificano questa condizione, si può citare lo spazio L1 delle funzioni a modulo integrabile secondo Lebesgue in {\displaystyle [a,b].}

### Risvolti pratici
Nella maggior parte dei problemi pratici in cui bisogna valutare una funzione sconosciuta, si sa che la funzione in questione è continua (o lo si ipotizza). Il teorema ci assicura, quindi, che possiamo sempre in linea di principio trovare un polinomio che approssima la funzione incognita con un grado di precisione arbitrario. Ovviamente altra cosa è determinare esplicitamente un algoritmo per calcolare questo polinomio.

## Il teorema di Stone-Weierstrass
Sia {\displaystyle K} uno spazio topologico di Hausdorff compatto e {\displaystyle C(K,\mathbb {C} )} l'algebra delle funzioni continue a valori complessi ivi definite, con la topologia generata dalla norma uniforme. Questa è una C*-algebra dove lo *-operatore è rappresentato dal coniugio dei numeri complessi.
Sia {\displaystyle B\subseteq C(K,\mathbb {C} )}. Se {\displaystyle B} è una sottoalgebra involutiva di  {\displaystyle C(K,\mathbb {C} )}  (cioè se {\displaystyle B} è un sottospazio chiuso rispetto al prodotto e al coniugio in {\displaystyle \mathbb {C} }) che separa i punti di {\displaystyle K}, cioè se vale la condizione
{\displaystyle \forall x,y\in K\ \exists f\in B:x\neq y\Rightarrow f(x)\neq f(y),}
allora la *-algebra generata dall'unità di {\displaystyle B} è densa in {\displaystyle C(K,\mathbb {C} )}.
La *-algebra in questione è un insieme {\displaystyle X} che contiene la funzione costante {\displaystyle 1} e che, se {\displaystyle f\in X}, contiene qualsiasi altra funzione ottenuta partendo da {\displaystyle f} e applicando un numero finito di volte le operazioni di addizione, moltiplicazione, coniugazione complessa o moltiplicazione per un numero complesso.
Il caso reale del teorema ({\displaystyle B\subseteq C(K,\mathbb {R} )}) si ottiene come caso particolare di quello complesso, perché se una successione di funzioni complesse converge uniformemente ad {\displaystyle f} allora la successione delle parti reali delle stesse funzioni converge uniformemente alla parte reale di {\displaystyle f}.

## Ulteriori generalizzazioni
Esistono due ulteriori generalizzazioni del teorema.

### Teorema di Stone-Weierstrass per i reticoli di funzioni continue
La prima è la versione per reticoli del teorema di Stone-Weierstass.
Sia {\displaystyle K} uno spazio topologico di Hausdorff compatto costituito da almeno due punti e sia {\displaystyle R} un reticolo contenuto in {\displaystyle C(K,\mathbb {R} )} che verifica la condizione
{\displaystyle \forall x,y\in K\ \forall a,b\in \mathbb {R} \ \exists f\in R:f(x)=a\wedge f(y)=b.}
Allora {\displaystyle R} è denso in {\displaystyle C(K,\mathbb {R} )}.

### Teorema di Bishop
La seconda è un teorema dovuto a Errett Bishop.
Sia {\displaystyle K} uno spazio topologico di Hausdorff compatto, {\displaystyle A} una sottoalgebra chiusa dello spazio di Banach {\displaystyle C(K,\mathbb {C} )} e {\displaystyle f} una funzione appartenente a {\displaystyle C(K,\mathbb {C} )}; {\displaystyle f_{/W}} indica una restrizione di {\displaystyle f} su un sottoinsieme {\displaystyle W\subseteq K}, mentre {\displaystyle A_{/W}} indica lo spazio delle restrizioni su {\displaystyle W} di funzioni appartenenti ad {\displaystyle A}.

Sia {\displaystyle R\subset C(K,\mathbb {C} )} il sottoinsieme delle funzioni costanti reali. Consideriamo l'insieme
{\displaystyle V=\left\{X\subset K:A_{/X}\subseteq R_{/X}\right\}}
e chiamiamo {\displaystyle V_{M}} il sottoinsieme degli insiemi massimali di {\displaystyle V} secondo l'inclusione insiemistica. Se {\displaystyle f} verifica la condizione
{\displaystyle \forall S\in V_{M}:f_{/S}\in A_{/S},}
allora {\displaystyle f\in A}.